# Richard Nepalleck
Richard Josef Nepalleck (geboren 26. April 1864 in Wien, Kaisertum Österreich; gestorben 31. Oktober 1940 in Wien) war ein österreichischer Psychiater.

## Leben
Richard Josef Nepalleck war ein Sohn des Bankbeamten Wilhelm Josef Nepalleck (1823–1900) und der Aloisia Anna Vincentia Schmidt (1841–1874), er hatte eine ältere Schwester und den Bruder Wilhelm Friedrich Nepalleck (1862–1924), der Direktor des Hofzeremoniells am Habsburger Hof wurde.
Nepalleck besuchte das Staatsgymnasium im 9. Bezirk und studierte nach der Matura ab 1884 Jura an der Universität Wien. Nach der Promotion arbeitete er bis 1907 als Gerichtssekretär in Wien. Schon ab dem Jahr 1901 studierte Nepalleck Medizin an der Wiener Universität und wurde 1905 promoviert. Er spezialisierte sich auf die Psychiatrie und war von 1907 bis 1909 ein Hörer von Sigmund Freud. 1909 wurde er zu einem Mittwochstermin der Wiener Psychoanalytischen Vereinigung (WPV) eingeladen und im Folgejahr auf Vorschlag Alfred Adlers in die Vereinigung aufgenommen. Nepalleck vermittelte 1910 für Gustav Mahler, dessen 1902 geschlossene Ehe mit Alma Schindler kriselte, einen Termin bei Sigmund Freud, der in  Leiden in den Niederlanden zustande kam. Er blieb auch nach dem Bruch zwischen Adler und Freud im Jahr 1911 Mitglied der Gesellschaft, hielt sich aber bei den Sitzungen der WPV im Hintergrund. Er gehörte später zu den „älteren“ Mitgliedern der Gesellschaft, die sich nie einer Analyse unterzogen hatten. 1911 wurde von ihm ein kurzer Beitrag in der ersten Nummer des von Freud gegründeten Zentralblatts für Psychoanalyse abgedruckt.
Nepalleck praktizierte seit 1914 als Psychiater im Wiener 8. Bezirk. Er wurde im Ersten Weltkrieg als Militärarzt eingezogen und mehrfach dekoriert. 1919 wurde er zum Schatzmeister (Kassier) der Wiener Psychoanalytischen Vereinigung gewählt und war damit qua Amt Mitglied des Vorstands, bis er im Jahr 1928 von Edward Bibring abgelöst wurde. Bei der zwangsweisen Auflösung der WPV nach dem Anschluss Österreichs 1938 war er noch Mitglied. Nepalleck war unverheiratet. Er wurde in der Feuerhalle Simmering bestattet.

## Schriften
- Analyse einer scheinbar sinnlosen infantilen Obsession, in: Zentralblatt für Psychoanalyse, 1911, Heft 1/2, S. 155–157
- Rezension: Heinrich Koerber: Psychologie und Sexualität, in: Zentralblatt für Psychoanalyse, 1911, Heft 1/2, S. 245f.
- Rezension: Auguste Forel: Der Hypnotismus oder die Suggestion und die Psychotherapie, in: Internationale Zeitschrift für Psychoanalyse (IZP), 1919, 5, S. 213